# Chesneya volkii
Chesneya volkii är en ärtväxtart som beskrevs av Karl Heinz Rechinger. Chesneya volkii ingår i släktet Chesneya och familjen ärtväxter. Inga underarter finns listade i Catalogue of Life.